# Demir Krasniqi
Demir Krasniqi (ur. 10 lutego 1950 w Tugjeci, zm. 20 sierpnia 2021 w Gnjilanem) – jugosłowiański i kosowski muzyk.

## Życiorys
Ukończył szkołę podstawową w Tugjeci oraz szkołę średnią o profilu muzycznym w Prisztinie. Ukończył następnie studia dziennikarskie w Norwegii i w Kanadzie.
Pracował jako nauczyciel muzyki w wielu kosowskich szkołach oraz jako dziennikarz telewizyjny i radiowy w Radio Televizioni i Prishtinës. Uczestniczył w kilkudziesięciu muzycznych festiwalach krajowych i międzynarodowych. W latach 1965–1977 należał do współzałożonego przez siebie zespołu folklorystycznego Vëllezërit Krasniqi, w 1969 roku dołączył do Ligi Kompozytorów Jugosławii.
Na jego dorobek złożyło się łącznie ponad 1500 pieśni oraz wydał wiele płyt gramofonowych oraz ponad 70 albumów z albańskimi pieśniami ludowymi. Był także kolekcjonerem folkloru, zebrał łącznie ponad 4 tys. pieśni.

## Wybrane utwory[1][3][2]
- Mallëngjime e oshtima (1993)
- Qamili i Vogël – zë që nuk shuhet (1995)
- Gjakon Kosova (1998)
- Bejtë Pireva (2002)
- Zeqir Maroca (2002)
- Këngë krismash lirie I (2003)
- Këngë krismash lirie II (2003)
- Familja Kurti nga Tugjeci (2004)
- Kushtrim lirie (2005)
- Liman Shahiqi- trimi i Gollakut (2005)
- Shtojzovallet e Gollakut (2005)
- Kroi i këngës (2006)
- Qamili i Vogël – këngë përjetësie (2006)
- Këngë dhe ilahi fetare (2007)
- Valle popullore (2007)
- Diell lirie (2008)
- Lirika popullore e Gollakut (2008)
- Krenaria e Gollakut (2008)
- Zemra Shqiptare (2009)
- I pa epur (2010)
- Malli për Gollakun (2010)
- Amaneti (2011)
- Djepi i këngës (2011)
- Therje me vegsh (2011)
- Kënga ime (2012)
- Komentime dhe përkushtime (2012)
- Sofra e këngës (2012)
- Tinguj dhe ofshama (2012)

## Nagrody"[3][2]
- nagroda Mikrofonia është i juaji (1963)[1]
- II miejsce za utwór pod tytułem Zenel Hajdini na festiwalu Kosovarja këndon w Uroševacu (1976)
- I miejsce za utwór pod tytułem Trimi legjendar na festiwalu Kosovarja këndon w Uroševacu (1977)

## Upamiętnienie
W 2001 roku w Mitrowicy odsłonięto tablicę poświęconą Demirowi Krasniqiemu. W 2005 roku został uhonorowany tytułem najbardziej aktywnego obywatela Gnjilane.

## Życie prywatne
Syn Hysnije i Shefkiu.
Mieszkał w Gnjilanem, miał syna Shkëlzena.